# Lorenza Böttner
Lorenza Böttner (* 1959 in Punta Arenas, Chile; † 1994 in München) war eine multidisziplinäre deutsche Künstlerin.

## Biographie
Böttner wurde in eine deutsche, nach Chile ausgewanderte Familie geboren. Im Alter von acht Jahren mussten ihre Arme amputiert werden, da sie einem Strommast zu nahegekommen war, als sie ein Vogelnest holen wollte.
Böttner wuchs in Deutschland auf und wurde zusammen mit contergangeschädigten Kindern eingeschult. Angesichts der medizinischen Diagnose als Behinderte und daran geknüpften sozialen Erwartungen entschloss Böttner sich, an der Kunsthochschule Kassel zu studieren und begann zu malen. Sie studierte dort von 1978 bis 1984.
Sie wurde zu einer multidisziplinären Künstlerin, die mit den Füßen und dem Mund malte und Fotografie, Zeichnung, Malerei und öffentliche Aufführungen als Mittel zum Aufbau eines politischen und künstlerischen Körpers benutzte. Gleichzeitig begann Lorenza Performances aufzuführen. In den 1980er-Jahren beteiligte sie sich zusammen mit Sandra Aronson am „Disabled Artists Network“ und verteidigte das Bestehen einer Genealogie von Künstlern, die mit dem Mund und den Füßen arbeiten.
Im Jahr 1984, während des Gay-Pride-Wochenendes in New York City, klingelte Lorenza versehentlich an der Wohnungstür von Denise Katz, während sie ein Hochzeitskleid trug, das sie an ihren armlosen Körper angepasst hatte; Katz, die in einem Kunstbedarfsgeschäft arbeitete, lud sie ein, und sie wurden Mitbewohnerinnen und enge Freundinnen. In New York führte Lorenza öffentliche Performances durch, unter anderem vor der St. Mark’s Church (Bowery), wobei sie auf großen Leinwänden tanzte und mit ihren Füßen impressionistische Pinselstriche schuf und Katz versorgte sie mit Materialien wie großen Papierbögen und anderen Kunstbedarf.
Nachdem Lorenza sich bemüht hatte, nicht von den Etiketten der Transsexuellen und Behinderten begraben zu werden, gelang der öffentliche Durchbruch. Lorenza interpretierte Petra, das Maskottchen der Paralympischen Spiele von Barcelona 1992, entworfen von Xavier Mariscal, einer Persönlichkeit, die unermüdlich die Politik der Integration vertrat.
Lorenza Böttner starb 1994 an den Folgen ihrer HIV-Erkrankung, als sie 34 Jahre alt war. Dank Lorenzas Mutter blieben einige wenige Erinnerungen und Kunstwerke erhalten. 2017 wurde eine kleine Auswahl auf der documenta 14 in Kassel präsentiert, und im November 2018 eröffnete La Virreina de Barcelona eine Einzelausstellung.
Danach fand eine weitere Einzelausstellung im Württembergischen Kunstverein Stuttgart statt.
Im Archiv des Forum Queeres Archiv München e. V. befindet sich ein von Lorenzas Mutter gespendetes Originalbild.

## Einzelausstellungen
- 2018: La Virreina de Barcelona: Requiem for the norm.
- 2019: Württembergischer Kunstverein Stuttgart: Requiem für die Norm.